# Кох, Александр (актёр)
Александр Кох (англ. Alexander Koch; род. 24 февраля 1988, Детройт, Мичиган, США) — американский актёр, наиболее известный по роли Джеймса «Джуниора» Ренни в сериале «Под куполом».

## Жизнь и карьера
Александр Кох родился 24 февраля 1988 года в пригороде Детройта Гросс Пуэнт Парк, штат Мичиган, в семье Джозефа и Джои Кох. Имеет итальянские, ливанские и немецкие корни. Его отец был адвокатом и помощником прокурора. Александр с детства любил наблюдать за работой своего отца, который часто брал его на заседания суда.
В 2006 году окончил среднюю школу Grosse Pointe South High School. После окончания школы поступил в Театральную школу Гудмена в университете Де Поля и принял участие в таких постановках, как «Обман Разума», «Волосы», «Интимное облачение», «Нормальный», «Убийцы» и «Сумасшествие вокруг марихуаны». В 2012 году получил степень бакалавра (BFA Acting).
Карьеру в кино начал в 2011 году, снявшись в короткометражном фильме «Призраки».
В 2012 году снялся в эпизоде телесериала «Недоуспешные». С 2013 по 2015 год снимался в телесериале канала CBS «Под куполом», по мотивам одноимённого романа Стивена Кинга. В настоящее время занят преимущественно съёмками в независимом кино.

## Фильмография
| Год       |     | Русское название | Оригинальное название | Роль                  |
| --------- | --- | ---------------- | --------------------- | --------------------- |
| 2011      | кор | Зима             | Winter                | Charlie               |
| 2011      | кор | Призраки         | Ghosts                | Frank                 |
| 2012      | с   | Недоуспешные     | Underemployed         | ...                   |
| 2013—2015 | с   | Под куполом      | Under the Dome        | James "Junior" Rennie |
| 2016      | ф   | Всегда сияй      | Always Shine          | Matt                  |
| 2018      | ф   | Большая вилка    | Big Fork              | Kipton                |
| 2020      | с   | Люцифер          | Lucifer               | Пит Дейли             |